# 協和汽船
協和汽船株式会社（きょうわきせん）は、愛媛県今治市に本社を置く海運会社。今治港と大島を連絡するフェリー・旅客船を運航していた。
サークルケイ四国をグループに持っていた（子会社のイマダイコーポレーションが直接の親会社）。

## 概要
今治港と大島を結ぶ航路を長らく運航していた。
1963年に三和汽船（瀬戸内海汽船・因島汽船・愛媛汽船による共同出資）と今治大島フェリーボートによりフェリー便が運航を開始、両社競合状態にあったが、翌1964年に三和汽船と今治大島フェリーボートの合弁となる協和汽船に運航を移管する。
当初は今治と大島を結ぶ離島航路に過ぎなかったが、1988年に伯方・大島大橋が開通すると、伯方島に加えて、既に1979年の大三島橋開通によって連絡されていた大三島までの通過交通路となったことから利用が急増し、船舶の大型化が進められた。
1999年5月に並行する来島海峡大橋が開通、それまでの36便から29便に縮小されつつも、日中ほぼ30分毎の運航を継続した。1998年度には140万人、87万台の利用があったが、しまなみ海道の開通後の2000年度には50万人、20万台に激減。70人いた従業員を30人に削減する一方で、運賃を大幅に値下げし一時は利用を伸ばしたが、折からの燃油費高騰もあってさらに減便が行われ、夜間のみだった小型旅客船による運航が増加した。
2011年2月末までは今治港から下田水漁港まで平日・土曜日に1日20便（うち9便が高速船）、下田水漁港から今治港まで平日･土曜日に1日19便（うち8便が高速船）。日曜日･祝日・1月2日・1月3日は今治港・下田水漁港発それぞれ1日14往復（うち3便が高速船）で運航されていた。しかし、2009年に実施されたETC搭載車に対する高速道路の休日特別割引・休日終日割引（上限1,000円、現在は終了）の実施などで乗船台数が低迷。2011年3月1日からフェリー便の運航を休止し、高速船のみの運航となった。2011年11月1日にはさらなる減便とダイヤの変更が行われた。
その後も利用者低迷や原油高などで経営は厳しく、2013年6月から平日・土曜日13往復を7往復に減便、日曜・祝日7往復を運休とするダイヤに改正。7月31日には航路の運航を休止し8月1日より1年間航路を運航休止した。航路休止に伴い8月1日からは瀬戸内海交通によって大島、伯方島と今治市中心部を結ぶバス便が平日で1日4往復増便された。
2014年8月には「代替交通手段の路線バスが定着し、運航を再開しても利用客回復が見込めない」として、航路を廃止した。また同年12月にはサークルケイ四国の全保有株式をサークルKサンクスに売却した。ただし、創業家出身の村上榮一社長はこれまでの実績から社長にとどまり、2017年2月末の解散まで社長を務めていたため、人的関連は残っていた。また、村上は先にサークルKサンクスの完全子会社となったサンクス西四国の末期にも社長を兼務していた。

## かつて運航していた航路
• 今治港 - 下田水漁港（今治市吉海町）
距離 6.5 km、所要時間22分（フェリー）
来島海峡を横断する最短航路だった。

## 船舶

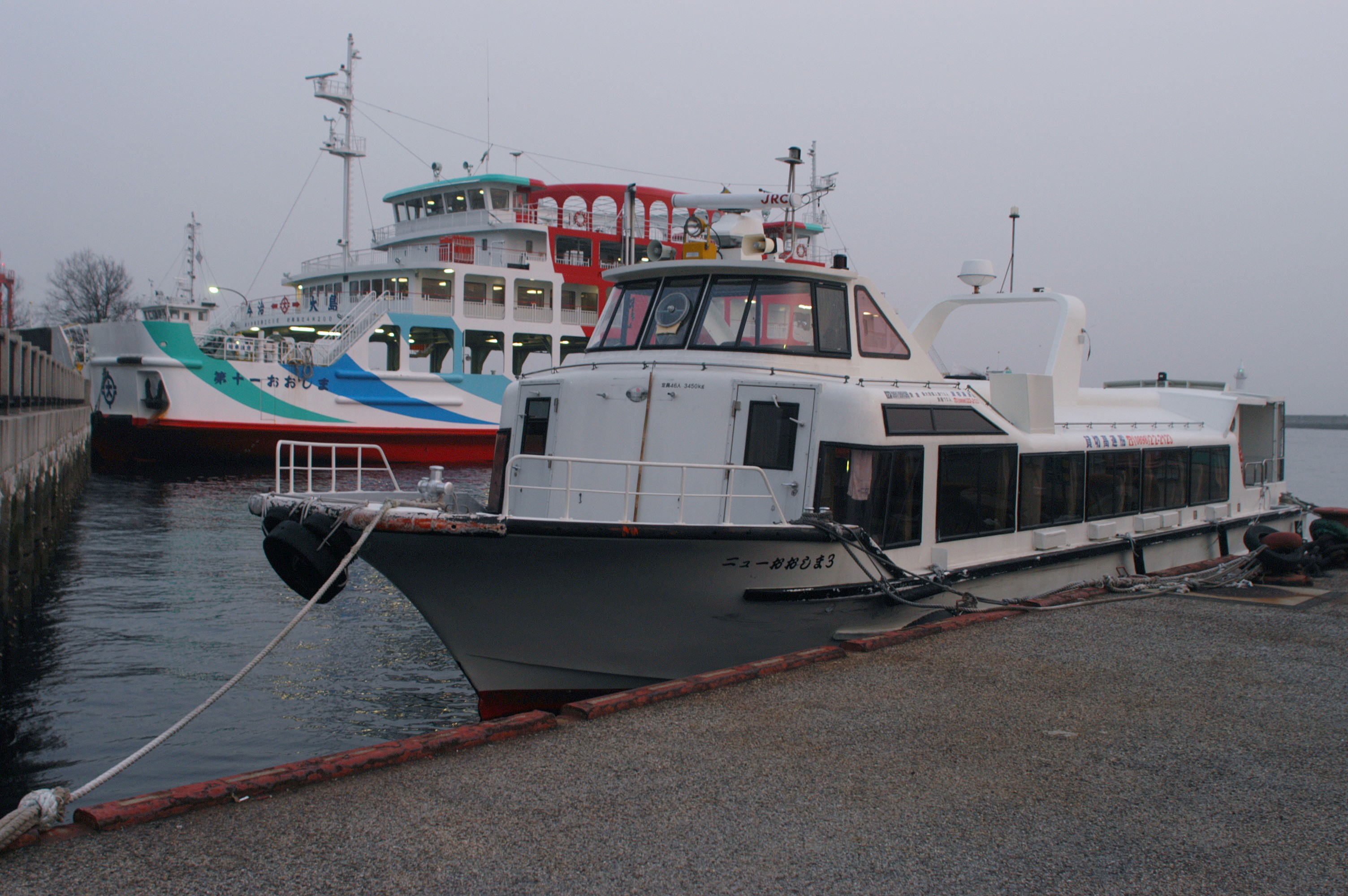
ニューおおしま3

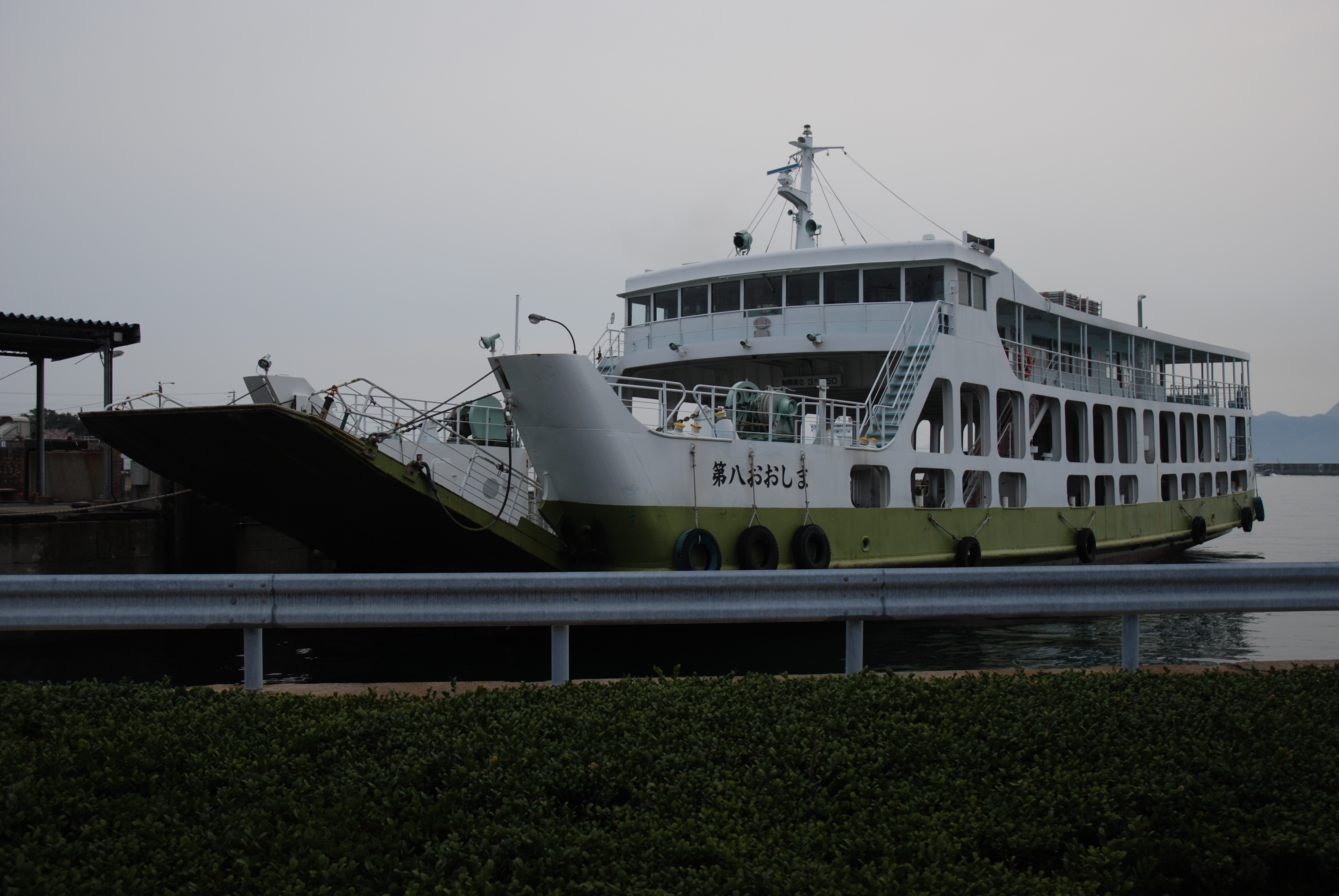
第八おおしま(2代)

フェリー運航休止前は、旅客船4隻（予備船3隻）、フェリー2隻（予備船1隻）の体制で運航していたが、旅客船4隻（予備船1隻）、フェリー1隻（予備船1隻）の体制に変更され、「ニューおおしま3」「ニューおおしま5」「ニューおおしま8」が主船、「ゆきひめ」「第八おおしま」が予備船となっていた。
 • ニューおおしま3
1992年竣工、伊予プラスチック造船所建造、協和汽船保有、19総トン、機関出力1,150 ps、航海速力25.0ノット、旅客定員70名
 • ニューおおしま5
2005年竣工、伊予プラスチック造船所建造、今治大島フェリーボート所有、19総トン、機関出力1,150 ps、航海速力28.0ノット、旅客定員60名
 • ニューおおしま8
伊予プラスチック造船所建造、今治大島フェリーボート所有、元・民宿みはらし送迎船「みはらし3」、16総トン、旅客定員50名
 • ゆきひめ
2010年竣工、大本造船建造、せと観光ボート所有、19総トン、旅客定員70名
 • 第八おおしま（2代）（フェリー）
1990年竣工、内海造船田熊工場建造、今治大島フェリーボート所有、元・芸予観光フェリー「第五愛媛」、253総トン、航海速力11.2ノット、旅客定員250名

### 過去の船舶

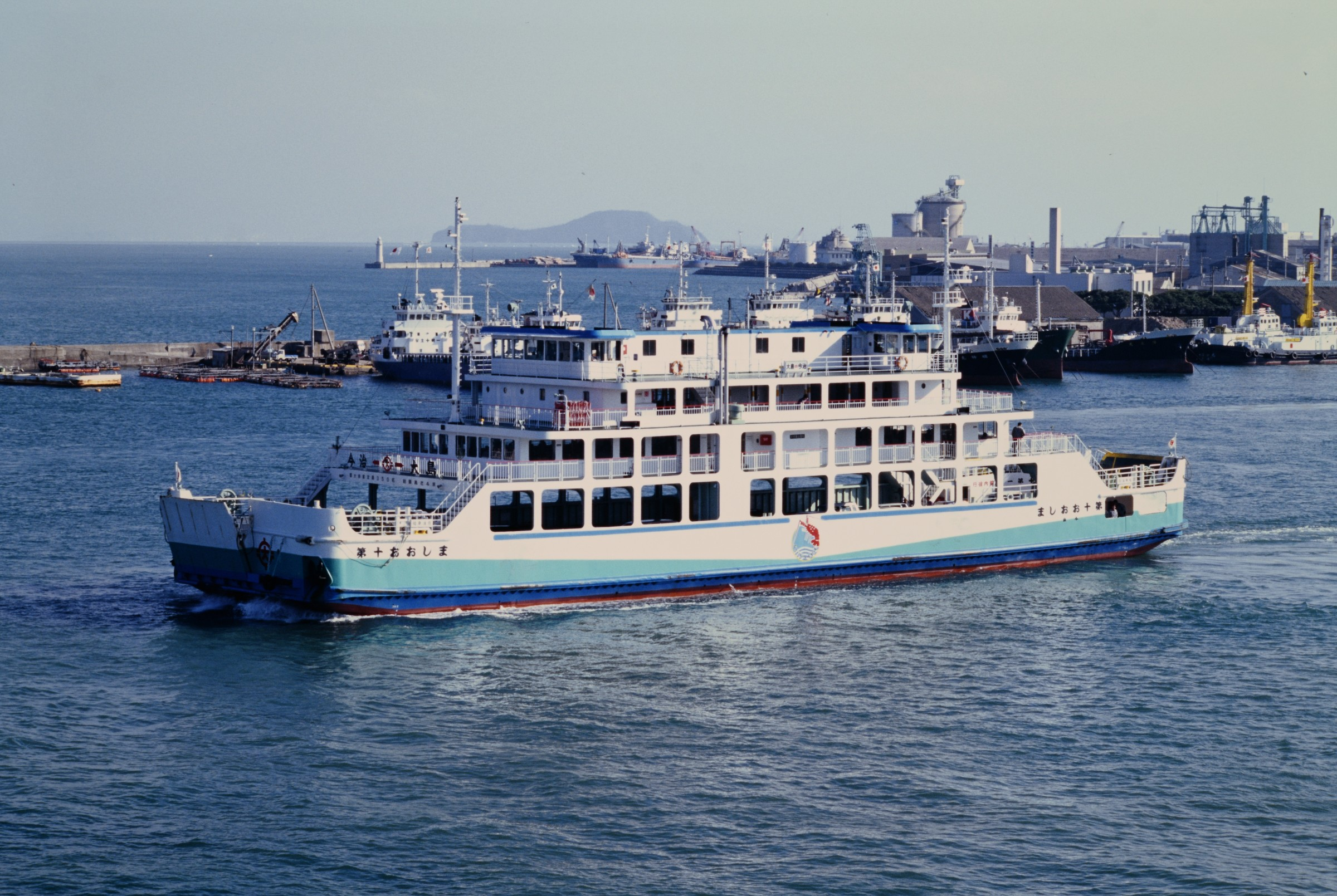
第十おおしま
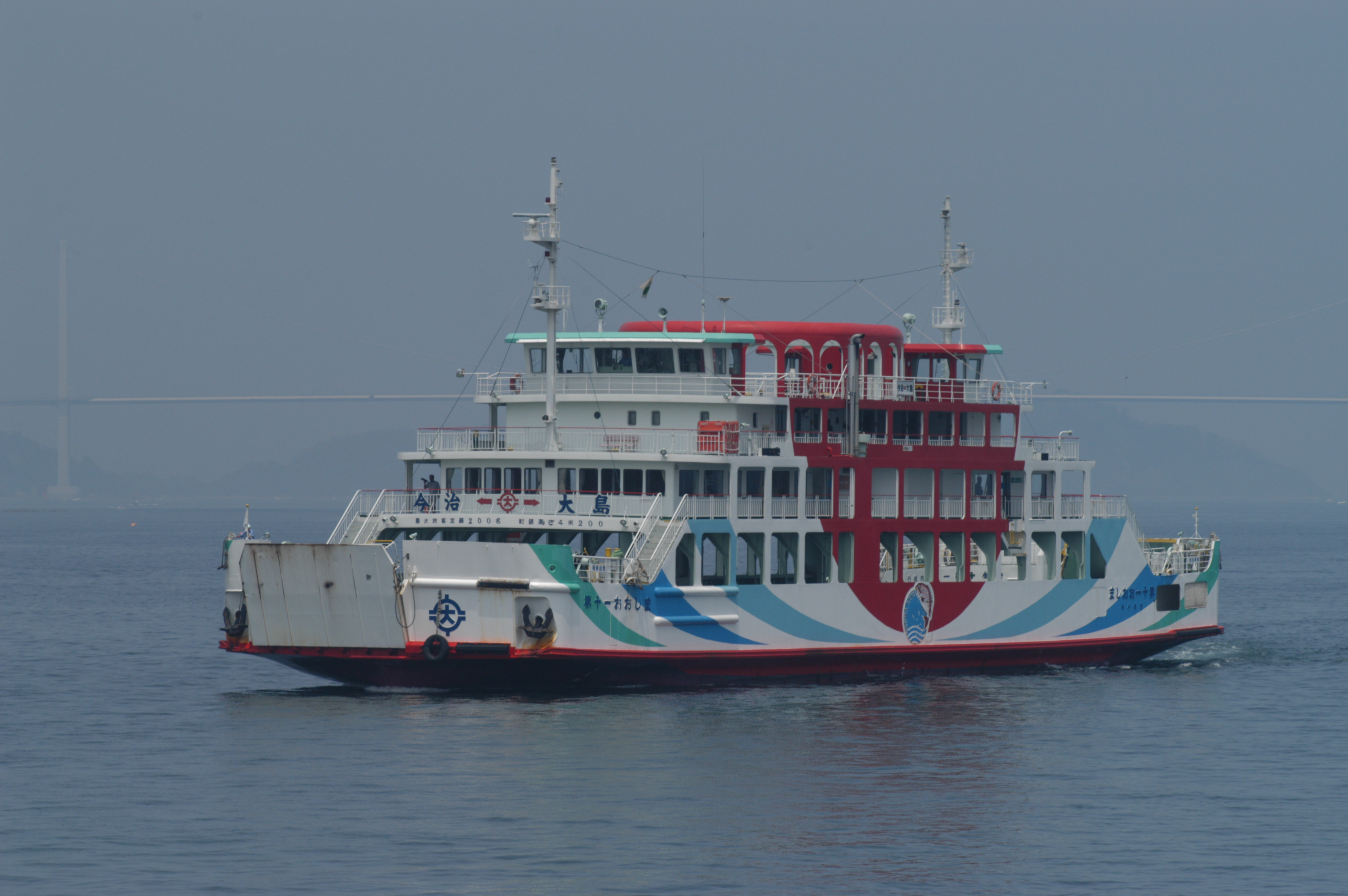
第十一おおしま
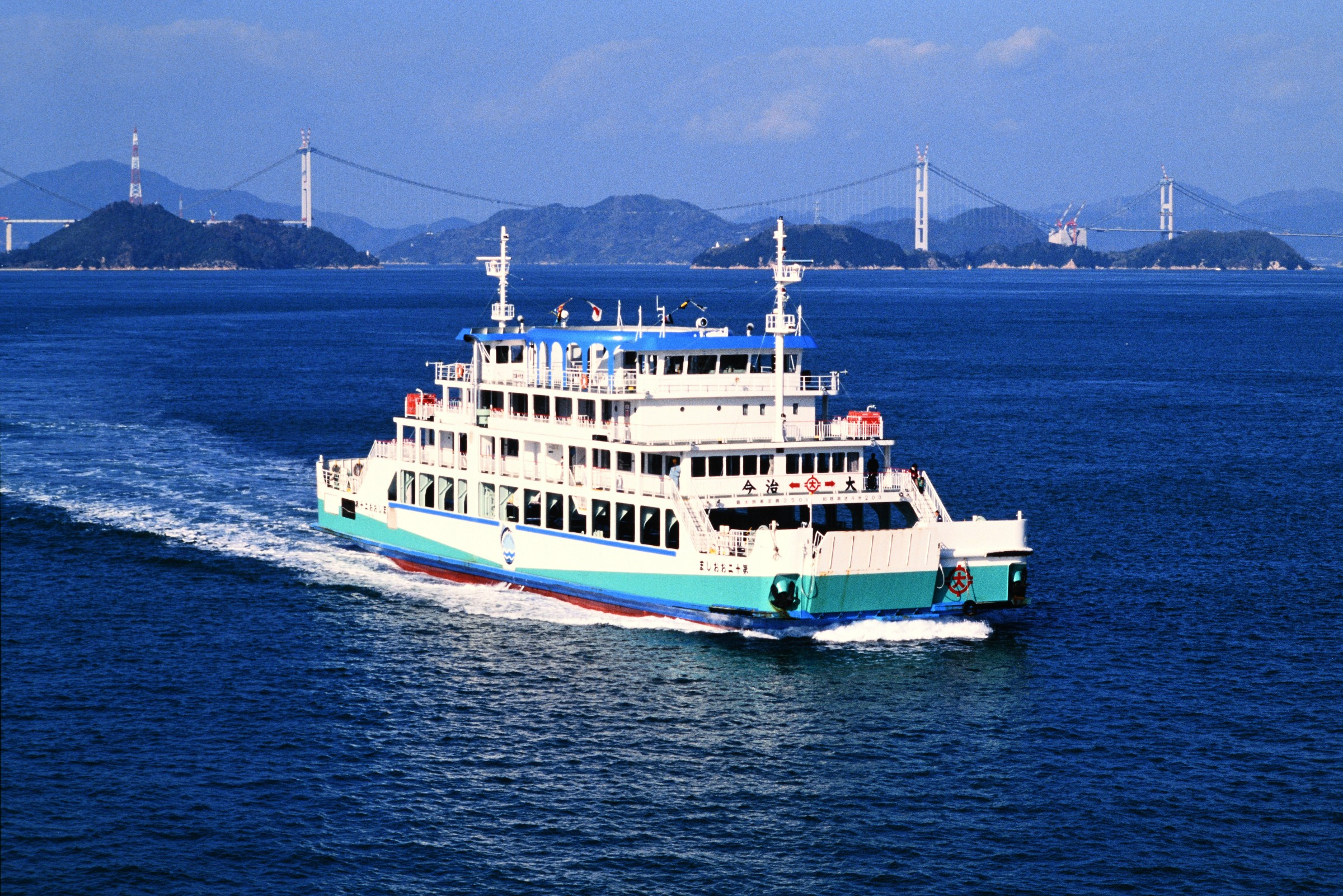
第十二おおしま

特記以外はカーフェリーである。
 • 亀山丸
1955年12月進水、今治大島フェリーボート所有、木造客船
19.93総トン、ディーゼル1基、機関出力60 ps、航海速力8.0ノット、旅客定員32名
正味、水場寄港の在来客船で、個人事業時代から在籍
 • くるしま
1963年8月竣工、桧垣久雄造船所建造、三和汽船所有
131.87総トン、登録長22.50 m、型幅7.20 m、型深さ2.20 m、ディーゼル1基、機関出力180 ps、最大速力9ノット、旅客定員190名、大型バス2台
 • いとやま
1967年4月竣工、松浦鉄工造船所建造、三和汽船所有
180.99総トン、登録長27.12 m、型幅7.60 m、型深さ2.70 m、ディーゼル1基、機関出力400 ps、航海速力11ノット、旅客定員200名
引退後、江崎海陸運送に売船、貨物フェリーに改造
 • たてやま
1967年4月竣工、松浦鉄工造船所建造、今治大島フェリーボート所有
183.52総トン、登録長27.12 m、型幅7.60 m、型深さ2.70 m、ディーゼル1基、機関出力400 ps、航海速力11ノット、旅客定員200名
引退後、江崎海陸運送に売船、貨物フェリーに改造
 • おおしま
1975年4月竣工、備南船舶工業建造、今治大島フェリーボート他所有。引退後、牛窓町緑の村公社に売船、のちに「第五唐琴丸」に改名。
198.23総トン、全長35.80 m、型幅8.30 m、型深さ2.90 m、機関出力800 ps、航海速力10ノット、旅客定員250名
 • 第二おおしま
1977年3月竣工、備南船舶工業建造、船舶整備公団共有
192.41総トン、全長35.80 m、型幅8.30 m、型深さ2.90 m、機関出力800 ps、航海速力10ノット、旅客定員250名
 • 第三おおしま
1979年11月竣工、川本造船所建造
194.84総トン、全長39.95 m、型幅8.60 m、型深さ3.00 m、機関出力800 ps、航海速力10ノット、旅客定員250名、8tトラック9台
 • 第五おおしま
1982年6月竣工、川本造船所建造、船舶整備公団共有。引退後、江崎海陸運送に売船、貨物フェリー「フェリー第十江崎」に改造。
345.49総トン、全長45.50 m、型幅9.50 m、型深さ3.60 m、機関出力1,400 ps、航海速力10.0ノット、旅客定員250名、8tトラック12台
 • 第七おおしま
1984年11月竣工、川本造船所建造、船舶整備公団共有。引退後、江崎海陸運送に売船、「フェリー第十一江崎」に改造。
401総トン、全長46.00 m、型幅10.00 m、型深さ3.60 m、機関出力1,400 ps、航海速力10.0ノット、旅客定員250名、8tトラック13台
 • 第八おおしま（初代）
1986年11月竣工、川本造船所建造。2002年引退。
517総トン、全長48.60 m、型幅12.00 m、型深さ3.60 m、機関出力1,800 ps、航海速力12ノット、旅客定員254名、8tトラック14台
 • 第十おおしま
1988年11月竣工、藤原造船所建造、船舶整備公団共有。1999年8月関門海峡フェリーに売船、「フェリーはやとも」に改名。
674総トン、全長56.60 m、型幅12.80 m、型深さ3.82 m、機関出力2,000 ps、航海速力10.0ノット、旅客定員350名、大型車16台
 • 第十一おおしま
1991年11月竣工、藤原造船所建造
672総トン、全長58.45 m、型幅14.00 m、型深さ3.85 m、機関出力2,200 ps、航海速力10.00ノット、旅客定員350名、大型車16台
 • 第十二おおしま
1995年1月竣工、藤原造船所建造、船舶整備公団共有
688総トン、全長58.45 m、型幅14.00 m、型深さ3.85 m、機関出力2,500 ps、航海速力10.00ノット、旅客定員350名、大型車16台
 • ニューおおしま7
旅客船。元・ユージングボート宇野「第八ほうめい」、「ニューおおしま8」の就航により売却
- 第十おおしま
- 第十一おおしま
- 第十二おおしま

## グループ会社
- 株式会社イマダイコーポレーション
  - サークルケイ四国（コンビニエンスストア事業）2014年12月にグループ離脱
- 今治大島フェリーボート株式会社（貸切フェリー・高速船の運航等）
- 株式会社エムエムハウス（不動産業・施設管理）
- 株式会社しまなみ（道の駅施設運営・遊覧船運航等）